# Fer guangxiensis
Fer guangxiensis är en insektsart som beskrevs av Jiang, G. och Z. Zheng 1994. Fer guangxiensis ingår i släktet Fer och familjen gräshoppor. Inga underarter finns listade i Catalogue of Life.